# Пришло наше время
«Пришло́ на́ше вре́мя» — второй студийный альбом российской музыкальной группы «Ранетки».

## Об альбоме
Альбом был представлен 4 апреля 2009 года на втором сольном концерте «Ранеток» в Лужниках.
Для второго номерного альбома оформление разрабатывал Вадим Андрианов (ConturDesign). Альбом выполнен в розовых тонах с цветочными узорами. Также имеется страничка благодарностей от Ранеток.

## Реакция критиков
Алексей Мажаев из агентства InterMedia поставил альбому два балла из пяти возможных, посчитав, что «в сравнении с дебютным альбомом вторая пластинка сильно проигрывает», и что «в музыкальном развитии девчоночья команда заметно застопорилась». По мнению рецензента, «в альбоме сложно выделить удачные мелодии, а те, что всё-таки выделяются, похожи на что-то давно существующее». К таковым он отнёс треки «Лети-лети» и «Последний шанс». «Большинство песен выглядят безликими и пафосными пионерскими речёвками» — сказал рецензент.

## Список композиций

### Обычное и подарочное издания
1. «Лети-лети» (2:44)
2. «Обещай» (3:40)
3. «Мальчик мой» (3:02)
4. «Что-то типа того…» (3:09)
5. «Последний шанс» (4:26)
6. «Нет мира без тебя» (3:02)
7. «Любовь-надежда (Опавшие листья)» (2:29)
8. «Чемпионы любви» (3:31)
9. «Если ты всегда будешь рядом (Остановись)» (3:08)
10. «На моей луне» (2:52)
11. «Нас не изменят» (3:37)
12. «Я в шоке» (3:33)
13. «Я уйду» (2:40)

### Бонус (караоке-версии)
1. «Лети-лети»
2. «Что-то типа того»
3. «Последний шанс»
4. «Любовь-надежда (Опавшие листья)»
5. «Чемпионы любви»
6. «Если ты всегда будешь рядом (Остановись)»
7. «Нас не изменят»
8. «Я уйду»

## Видеоклипы
Видеоклипы альбома «Пришло наше время» были выпущены на следующие песни:
1. «Нас не изменят» (2009)
2. «Что-то типа того…» — музыкальное видео (2010)

## Коммерческий успех альбома
Альбом дебютировал на первом месте в российском чарте продаж. Во вторую неделю альбом также оставался на первом месте и одновременно с этим ему был присвоен золотой статус, а продажи превысили 50.000 копий. В июле 2009 года альбому присвоен платиновый статус, а тираж превысил 100 000 копий.

## Чарты
| Чарт (2010)          | Позиция |
| -------------------- | ------- |
| Russia Top 25 Albums | 1       |
| Ukrainian Albums     | 10      |

## Продажи
| Страна (2010) | Продажи  |
| ------------- | -------- |
| Россия        | 100,000+ |
| Белоруссия    | 10,000+  |
| Казахстан     | 5,000+   |
| Украина       | 15,000+  |
| Латвия        | 5,000+   |

## Участники записи
- Анна Руднева — ритм-гитара, вокал, бэк-вокал
- Евгения Огурцова — клавишные, вокал, бэк-вокал
- Наталья Щелкова — соло-гитара, бэк-вокал
- Елена Третьякова — бас-гитара, вокал, бэк-вокал
- Нюта Байдавлетова — ударные, вокал